# Протока Невельського
Протока Невельсько́го (колишня японська назва — Мамія) — протока Тихого океану, найвужча частина Татарської протоки, що поєднує її з Амурським лиманом та відокремлює острів Сахалін від материкової частини Євразії. Через протоку проходить морський шлях з Японського в Охотське море. Названа на честь російського дослідника Далекого Сходу адмірала Геннадія Невельського, що відкрив протоку 1849 року.
Довжина — близько 56 км, найменша ширина — 7,3 км, глибина на фарватері — до 7,2 м, максимальна — 14 м. З кінця січня по березень вкрита льодом.
Під протокою планувалось спорудження Сахалінського тунелю.